# Evla
Evla es un pueblo ubicado en el municipio de Resen, en la región de Pelagonia, Macedonia del Norte.

## Superficie
Cuenta con una superficie de 26,95 kilómetros cuadrados.

## Demografía
Hasta 2021 la población era de 51 habitantes, con una densidad de población de 1,893 habitantes por kilómetro cuadrado.
| Gráfica de evolución demográfica de Evla entre 1981 y 2021                           |
|                                                                                      |
| Datos según Population statistics of Eastern Europe & former USSR y City Population. |